# Habartice
Habartice là một làng thuộc huyện Liberec, vùng Liberecký, Cộng hòa Séc.